# SZ dio NP Mljet
SZ dio NP Mljet este o arie protejată (arie de protecție specială avifaunistică — SPA) din Croația întinsă pe o suprafață de 1.645,79 ha, integral pe uscat.

## Localizare
Centrul sitului SZ dio NP Mljet este situat la coordonatele 42°48′22″N 17°22′23″E / 42.806°N 17.373°E.

## Înființare
Situl SZ dio NP Mljet a fost declarat arie de protecție specială avifaunistică în iulie 2013 pentru a proteja 3 specii de animale.

## Biodiversitate
Situată în ecoregiunile marină mediteraneană și mediteraneană, aria protejată nu include niciun habitat protejat.
La baza desemnării sitului se află mai multe specii protejate de  păsări (3): șoim călător (Falco peregrinus), Larus audouinii, Phalacrocorax aristotelis desmarestii.